# Helmut Jörgen Schulze
Helmut Jörgen Schulze, född 1956, är en svensk entreprenör och företagsledare. Han byggde upp den nordiska teknik- och säkerhetskoncernen Malux-gruppen och var majoritetsägare i drygt 40 år innan bolaget såldes till Tången Industrikapital AB 2022.

## Karriär
Schulze tog över familjeföretaget Malux 1982 och utvecklade det till en internationell leverantör av explosionsskyddad industriutrustning samt tele- och belysningslösningar med dotterbolag i Sverige, Finland, Norge och Baltikum.
Malux omsatte 172 miljoner kronor räkenskapsåret 2021 och redovisade ett resultat efter finansnetto på cirka 11 miljoner kronor.
I samband med försäljningen 2022 återinvesterade Schulze i den nya ägarstrukturen och behöll ordförandeposten i sitt holding- och investeringsbolag JS Companies AB.

## Utmärkelser
- Vild-Huss-stipendiet i entreprenörskap (2000)
- Årets företagare i Västernorrland (2001)
- Kungliga Patriotiska Sällskapets guldmedalj (2005)[4]
- EY Entrepreneur of the Year – Region Mitt (vinnare 2005)[5]